# Ephemerella invaria
Ephemerella invaria är en dagsländeart som först beskrevs av Walker 1853.  Ephemerella invaria ingår i släktet Ephemerella och familjen mossdagsländor. Inga underarter finns listade i Catalogue of Life.